# Enrico re di Sicilia
Enrico re di Sicilia è una tragedia in cinque atti in versi endecasillabi di Carlo Goldoni composta nel 1736 e rappresentata per la prima volta all'inizio del Carnevale del 1737 dalla compagnia Imer nel Teatro San Samuele di Venezia, senza riscuotere alcun successo, tanto da dover essere sostituita in cartellone con le repliche del precedente Rinaldo di Mont'Albano.
Per la composizione di questa tragedia, l'autore prese spunto dalla novella Il matrimonio per vendetta contenuta nel libro IV del romanzo picaresco Storia di Gil Blas di Santillana (1735) dello scrittore francese Alain-René Lesage.

## Trama
Enrico, il primogenito di Manfredi, fratello del re Ruggiero di Sicilia senza figli maschi, è destinato a salire sul trono e per questo viene affidato per la sua istruzione a Leonzio, Gran Cancelliere del regno. Il fratello di Enrico, Pietro, dal carattere torbido e altero, viene invece affidato al cavaliere Ormondo per essere avviato alla carriera militare. Enrico si innamora di Matilde, figlia di Leonzio, la quale, però, lo tradirà con Pietro, che vuole usurpare il regno. Matilde troverà la morte per mano del padre.

## Poetica
Per Giuseppe Ortolani, quest'opera, che pone al centro il tema della lotta fra amore e onore, è caratterizzata da dialoghi non felicissimi, che non riescono a conferire alla vicenda un'adeguata forza drammatica.